# أيفيند هيلجيسين
أيفيند هيلجيسين (بالنرويجية البوكمول: Eivind Helgesen)‏ هو لاعب كرة قدم نرويجي، ولد في 10 أكتوبر 2001. لعب مع نادي سوغندال لكرة القدم.

## وصلات خارجية
- أيفيند هيلجيسين على موقع اتحاد النرويج (النرويجية)
- أيفيند هيلجيسين على موقع قاعدة بيانات كرة القدم.إي يو (الإنجليزية)